# John Horler
John Douglas Horler (* 26. Februar 1947) ist ein britischer Jazzpianist und Komponist.

## Leben und Wirken
Horler stammt aus einer musikalischen Familie; sein Vater Ronnie Horler (1920–2005) war als Bigband-Trompeter professionell tätig und auch sein älterer Bruder Dave ist gleichfalls Jazzmusiker. Er begann seine Studien mit 16 Jahren bei der Royal Academy of Music. Bekannt wurde er durch seine Mitwirkung in den Bands von John Dankworth und Cleo Laine. 1977 begleitete er die Sängerin Ernestine Anderson bei ihren Aufnahmen für das Concord-Label. Auch spielte er mit dem Saxofonisten Harry Allen (Someone to Light Up My Life) sowie mit Ronnie Ross und mit Tony Coe. Er begleitete zahlreiche US-amerikanische Musiker wie Chet Baker, Bob Brookmeyer, Clark Terry, Zoot Sims, Pepper Adams, Bud Shank oder Shorty Rogers. Im Jahr 1983 war er an Peter Kings Album East 34th Street (Spotlite) beteiligt. Seit 1993 entstanden eigene Alben, u. a. für das englische Spotlite-Label. Außerdem spielte er bei Kenny Wheelers Album Kayak (Ah Um, 1992) mit. 1998 nahm er mit John Dankworth das Album Moon Valley auf, 2001 mit Ken Peplowski die Ellington Tales, 2007 im Duo mit Tony Coe Dancing in the Dark (2021).
Stilistisch erinnert er an Bill Evans.
Ferner ist er der Onkel von Natalie Horler, welche als Frontfrau des Dance-Trios Cascada bekannt wurde.

## Diskographische Hinweise
- Jimmy Hastings / John Horler: Childrens Hour (Maxsound 1986)
- Gentle Piece (Spotlite 1996; mit Dave Green, Phil Lee und Spike Wells)
- Tony Coe, John Horler & Malcolm Creese: In Concert (ABCD 1997)
- John Horler & Phil Lee Unity (HHR 005)
- Upper Manhattan Medical Group: Remembering Billy Strayhorn (mit Ken Peplowski, Phil Lee, Alec Dankworth; Mainstream 2007)